# マックスバリュ北陸
マックスバリュ北陸株式会社（マックスバリュほくりく、MaxValu Hokuriku Co.,Ltd.）は、石川県金沢市に本社を置き北陸地方でイオングループのスーパーマーケット「マックスバリュ」を展開する企業である。

## 概要
イオンリテールが総合小売業(GMS)に特化することに伴い、事業を再編し北陸地方におけるスーパーマーケット事業を地域密着での展開を目指して、2009年12月4日にイオン株式会社の完全子会社として「マックスバリュ北陸」を設立し、2010年2月21日にイオンリテールから石川県、富山県、新潟県糸魚川市の「マックスバリュ」9店舗を譲り受け、事業を開始した。
当時、新潟県の「マックスバリュ」は糸魚川店と胎内市の中条店の2店舗が出店していたが、中条店の運営業務は当社ではなく、イオンリテールが担っていた。さらに中条店は2011年3月1日、店舗ブランド変更により「イオン」となったため、以降、新潟県内の「マックスバリュ」は糸魚川店のみの展開となった（2013年7月19日にマックスバリュ東北が自己破産となった同業他社から店舗を譲り受けて新店舗をオープンしており、同県にマックスバリュ運営会社2社がエリアを分けて運営する状態となるが2016年2月27日までに全ての店舗が営業を終了した。2016年3月1日付でマックスバリュ東北からイオンリテールに承継されており2016年3月15日～30日にイオンリテールが「イオン」に改装し営業を再開した）。
かつては北陸3県（富山・石川・福井）で展開されていた「ジャスコ（当時）」の傘下であった「北陸ジャスコ」があったが、こちらは2000年2月に親会社（イオン発足以前のジャスコ）に吸収合併されており現存しない。
2021年には福井県に出店した。

## 歴代社長
| 代 | 氏名     | 期間                  | 旧職                                              | 新職                                        |
| -- | -------- | --------------------- | ------------------------------------------------- | ------------------------------------------- |
| 1  | 中川伊正 | 2010年2月 - 2013年3月 | イオンリテール マックスバリュ事業本部北陸事業部長 | イオンリテール 執行役員東北カンパニー支社長 |
| 2  | 師井昭造 | 2013年3月 - 2023年2月 | イオンリテール 執行役員西近畿カンパニー支社長     |                                             |
| 3  | 湊博昭   | 2023年3月 - 現在      | イオンリテール 執行役員衣料本部長                 |                                             |

## 沿革
- 2009年（平成21年）12月4日 - イオン株式会社の完全子会社として設立。
- 2010年（平成22年）2月21日 - イオンリテール株式会社から北陸地区（石川県・富山県・新潟県）の「マックスバリュ」9店舗を譲り受け、事業を開始。
- 2012年（平成24年）8月25日 - 石川県金沢市に当社設立後初の新規店舗となる「マックスバリュ増泉店」がオープン[2]。
- 2014年（平成26年）
  - 8月6日 - 富山県黒部市に「マックスバリュ黒部コラーレ前店」がオープン[3]。
  - 11月15日 - 石川県野々市市にイオンタウン野々市の核店舗として、「マックスバリュ野々市店」がオープン[4]。
- 2019年（令和元年）12月5日 - 富山県射水市に「マックスバリュ射水鷲塚店」がオープン[5]。
- 2021年（令和3年）
  - 7月1日 - 福井県初出店となる「マックスバリュ九頭龍店（生鮮館）」がホームセンターみつわ九頭龍店内にオープン[6][7]。
  - 9月2日 - 福井県越前市のホームセンターみつわ武生店内に「マックスバリュ武生店（生鮮館）」をオープン[8]。
  - 11月25日 - 福井県鯖江市のウエルシア鯖江上河端町店内に「マックスバリュ鯖江上河端町店（生鮮館）」をオープン[9]。
  - 12月2日 - 福井県敦賀市のウエルシア敦賀中央町店内に当社初のエクスプレス業態となる「マックスバリュエクスプレス敦賀中央町店」をオープン[10]。
  - 12月9日 - 福井県福井市のウエルシア福井北四ツ井店内に「マックスバリュエクスプレス福井北四ツ井店」をオープン[11]。
- 2023年（令和5年）
  - 9月27日 - 福井県鯖江市に福井県で初の当社直営店舗となる「マックスバリュエクスプレス鯖江下野田店」をオープン[12]。
  - 11月24日 - 石川県加賀市に「マックスバリュエクスプレス片山津店」をオープン。同年8月20日をもって閉店した旧マルエー跡に居抜き出店した石川県初の「マックスバリュエクスプレス」店舗となる[13]。

## 店舗
2023年11月時点で新潟県・富山県・石川県・福井県の4県のマックスバリュ20店舗（うち、小型業態のマックスバリュエクスプレスは石川県と福井県に4店舗）を運営している。なお、金沢しめの店はイオンタウン金沢示野、野々市店はイオンタウン野々市の核店舗となっている。
なお、福井県内の店舗は同県の特殊事情（この点はショッピングタウンピアを参照）により、5店舗はインショップ形式で出店しており、九頭龍店（大野市）と武生店（越前市）はホームセンターみつわ、鯖江上河端町店（鯖江市）、エクスプレス敦賀中央町店（敦賀市）、エクスプレス福井北四ツ井店（福井市）はウエルシア薬局とそれぞれレジを共用しており、特典やサービスは入居先の店舗と同じ対応となる為、他のマックスバリュで受けられる特典やサービスが対象外となる場合がある。なお、2023年9月にオープンしたエクスプレス鯖江下野田店は直営店舗となるため、当社で実施している特典やサービスに準じている。